# 張廷槐 (弘治進士)
張廷槐（1468年—？），字文相，福建興化府莆田縣人，軍籍，明朝政治人物。

## 生平
弘治五年（1492年）壬子科福建鄉試第八名。弘治十五年（1502年），登壬戌科第三甲第五十四名進士。曾官廣東潮陽縣知縣。

## 家族
曾祖父張仲乾；祖父張聰，經歷；父張宏用，義官。母陳氏。具庆下。